# Paszport
Paszport – dokument tożsamości wydany przez uprawniony organ państwa, uprawniający do przekraczania granic państwowych (niektóre państwa mogą wymagać dodatkowo wiz wjazdowych).
W technice paszport to dokument wystawiany dla urządzeń wymagających szczególnego nadzoru podczas eksploatacji – np. zbiorników ciśnieniowych kontrolowanych przez uprawnione firmy i urzędy dozoru technicznego, aby zapobiec ich rozerwaniu. Firmy zapisują w paszporcie wykonane próby mające na celu jak najwcześniejsze wykrycie ewentualnych uszkodzeń, a urzędy dozoru technicznego – dopuszczenia do eksploatacji tak wypróbowanego urządzenia na kolejne okresy.
W rolnictwie paszport to dokument zwierzęcia wykazujący jego historię od narodzin do ewentualnego uboju.

## Historia

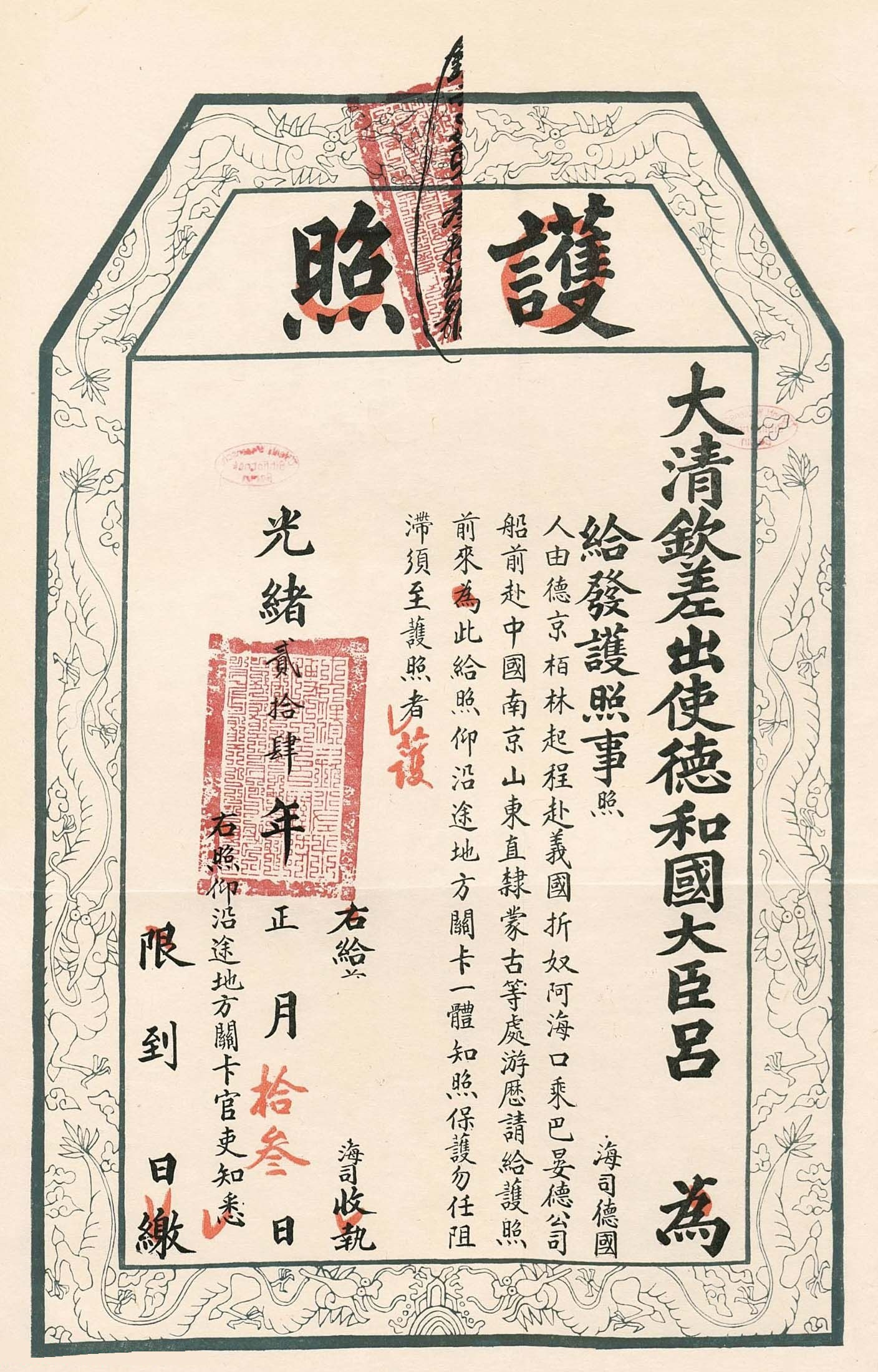
Paszport chiński z okresu Dynastii Qing

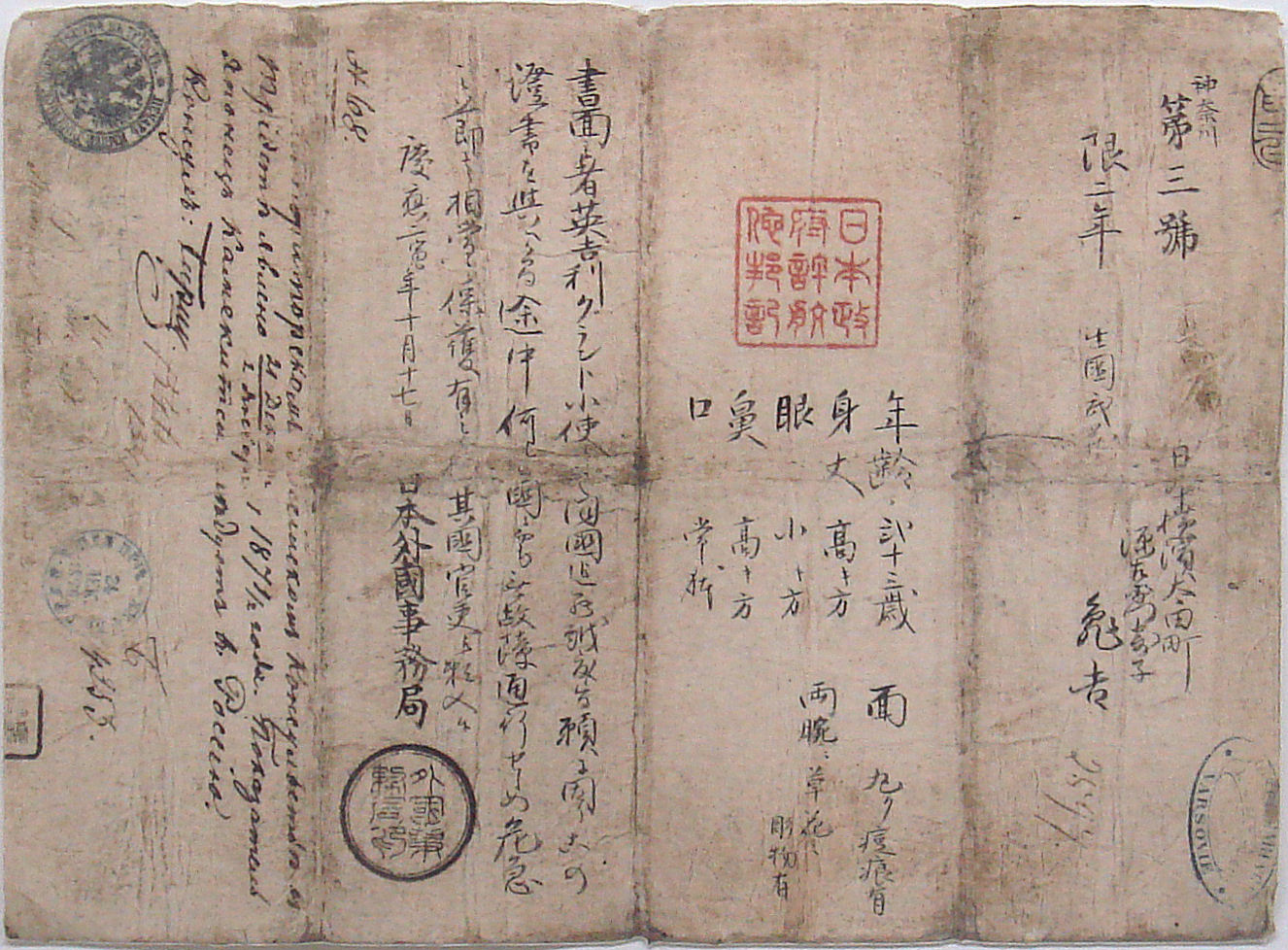
Paszport japoński z 1866

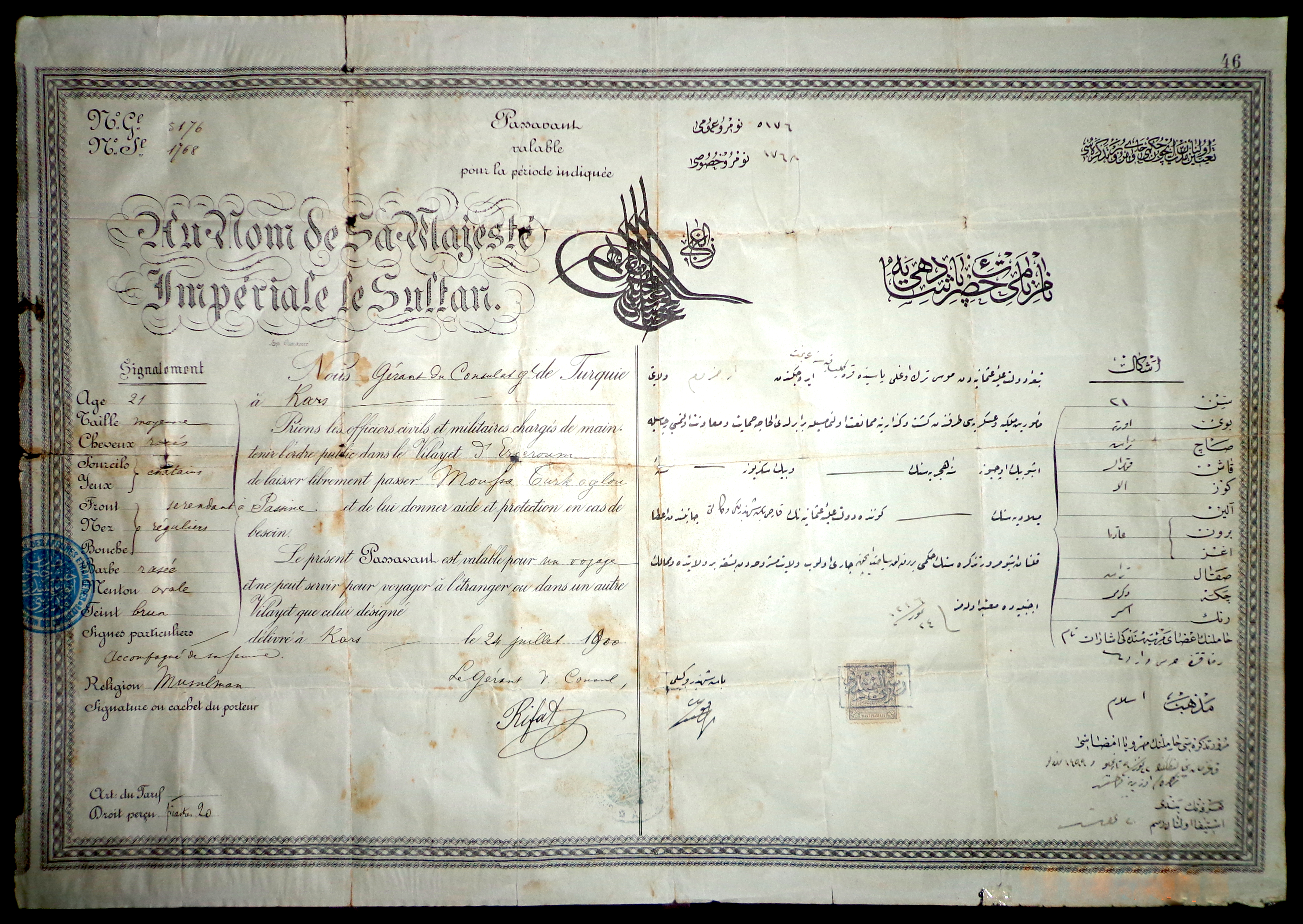
Paszport Imperium Osmańskiego z 1900, uprawniający do przekroczenia granicy Imperium Rosyjskiego

Pierwsze paszporty wprowadzili Rzymianie. Dla bezpieczeństwa oraz bezpiecznego przepływu towarów wystawiali oni zaświadczenie bezpiecznego przejazdu, które należało okazać władzom kraju, w którym się przebywało. Zawierało ono ostrzeżenie dla urzędników, którzy nie honorowaliby tego zaświadczenia.
Przez wiele wieków w większości krajów nie istniał obowiązek posiadania paszportu jako dokumentu potrzebnego do podróży zagranicznej, od przełomu XVIII i XIX wieku wyjątkiem były Imperium Rosyjskie oraz Imperium Osmańskie. Pierwsze współczesne uregulowania prawne i dokumenty do podróży zagranicznych zaczęto wprowadzać dopiero w XIX wieku. Pierwsze powszechne paszporty i obowiązek posiadania ich do przekraczania granic wprowadzono we Francji (1867), Imperium brytyjskim (1873), Królestwie Włoch (1873) oraz USA (1889). W następstwie I wojny światowej znacznie zaostrzono prawo paszportowo-celne w Europie.
Po II wojnie światowej w krajach tzw. bloku sowieckiego wydawanie pozwoleń na wyjazdy zagraniczne i paszportów stało się bardzo ograniczone. Dzięki przemianom politycznym po 1989 oraz rozszerzeniu się Strefy Schengen, paszporty nie są już niezbędne do podróży pomiędzy większością krajów Europy.

### Przykładowe okładki paszportów

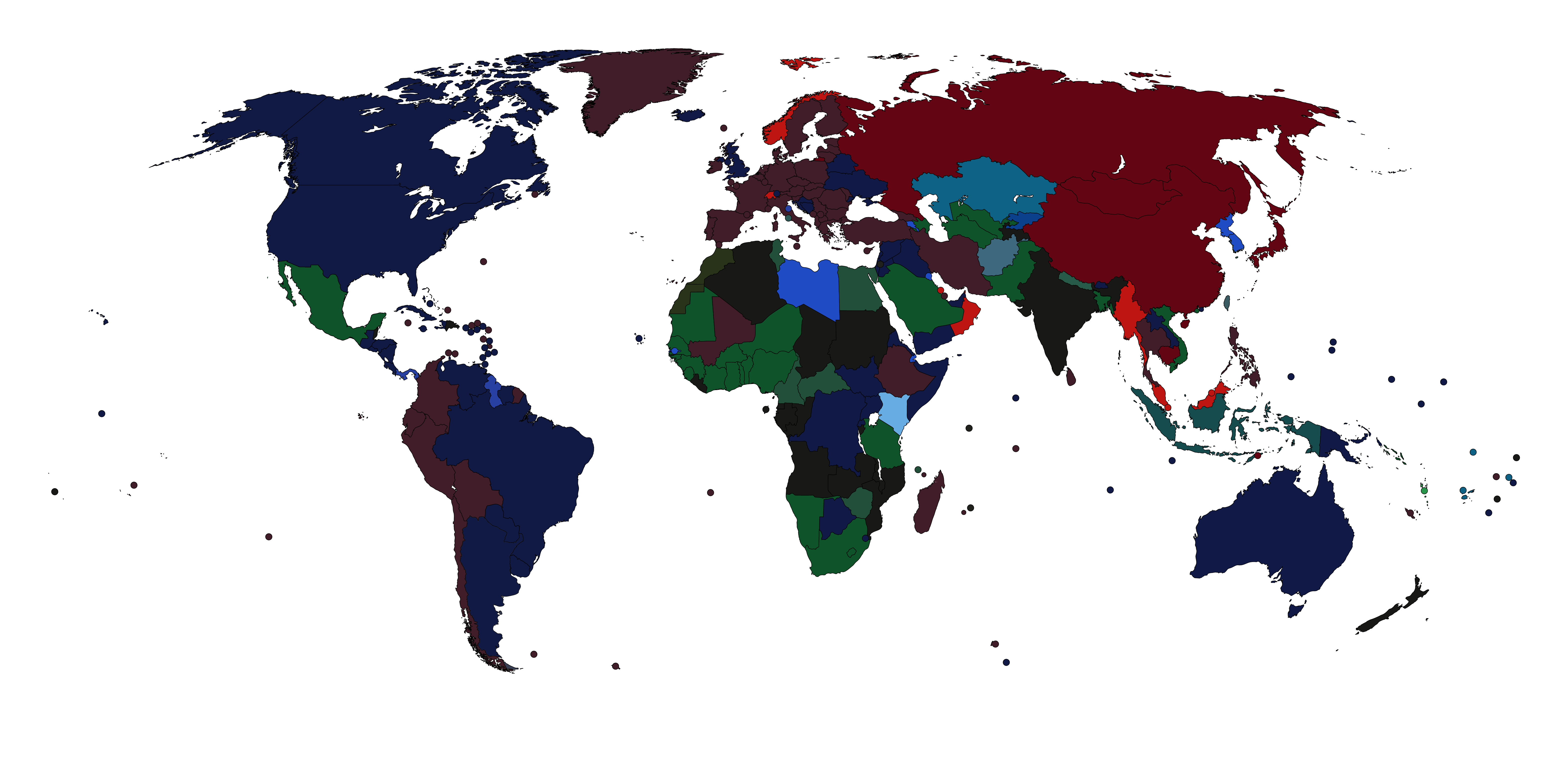
Kolory okładek paszportów (2014)

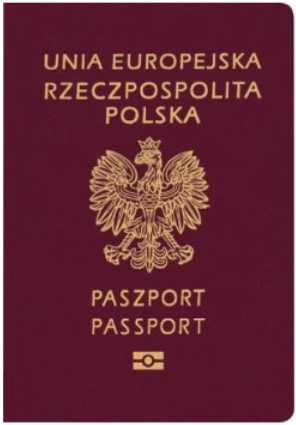
Polska
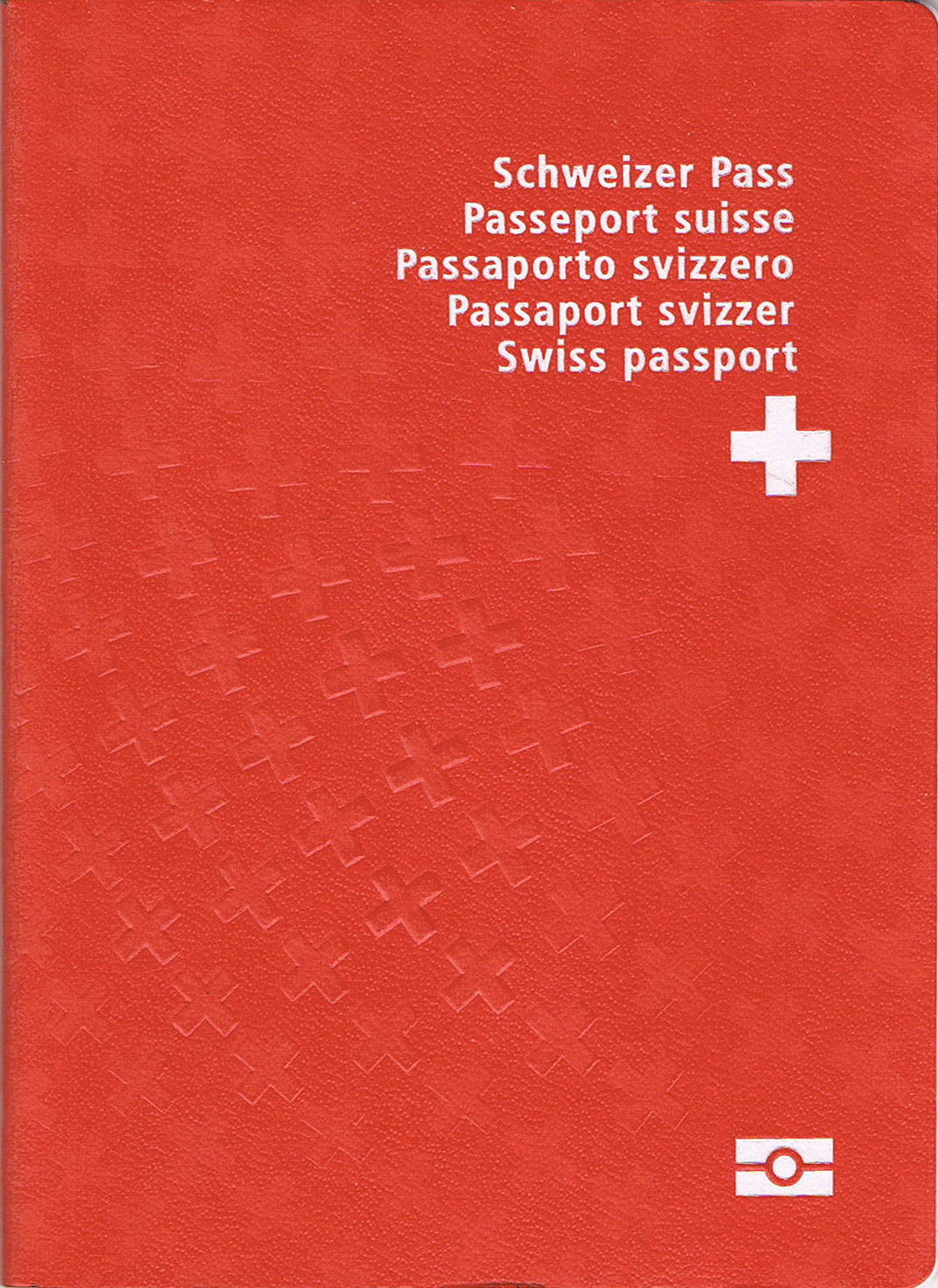
Szwajcaria
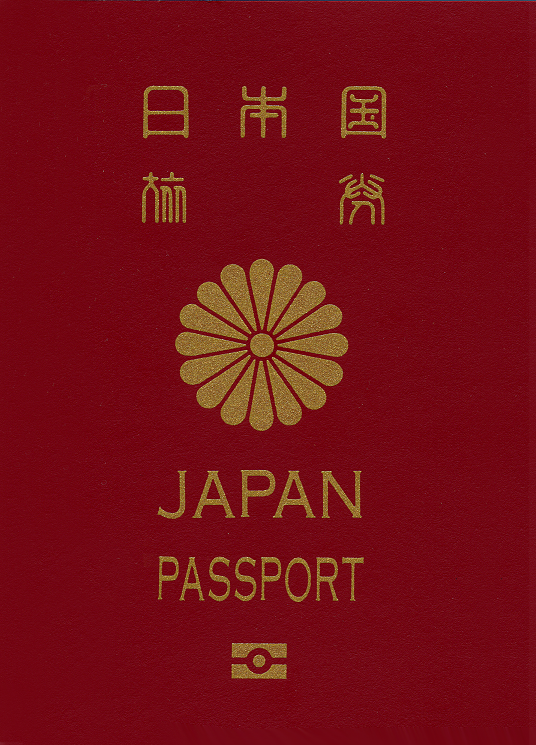
Japonia
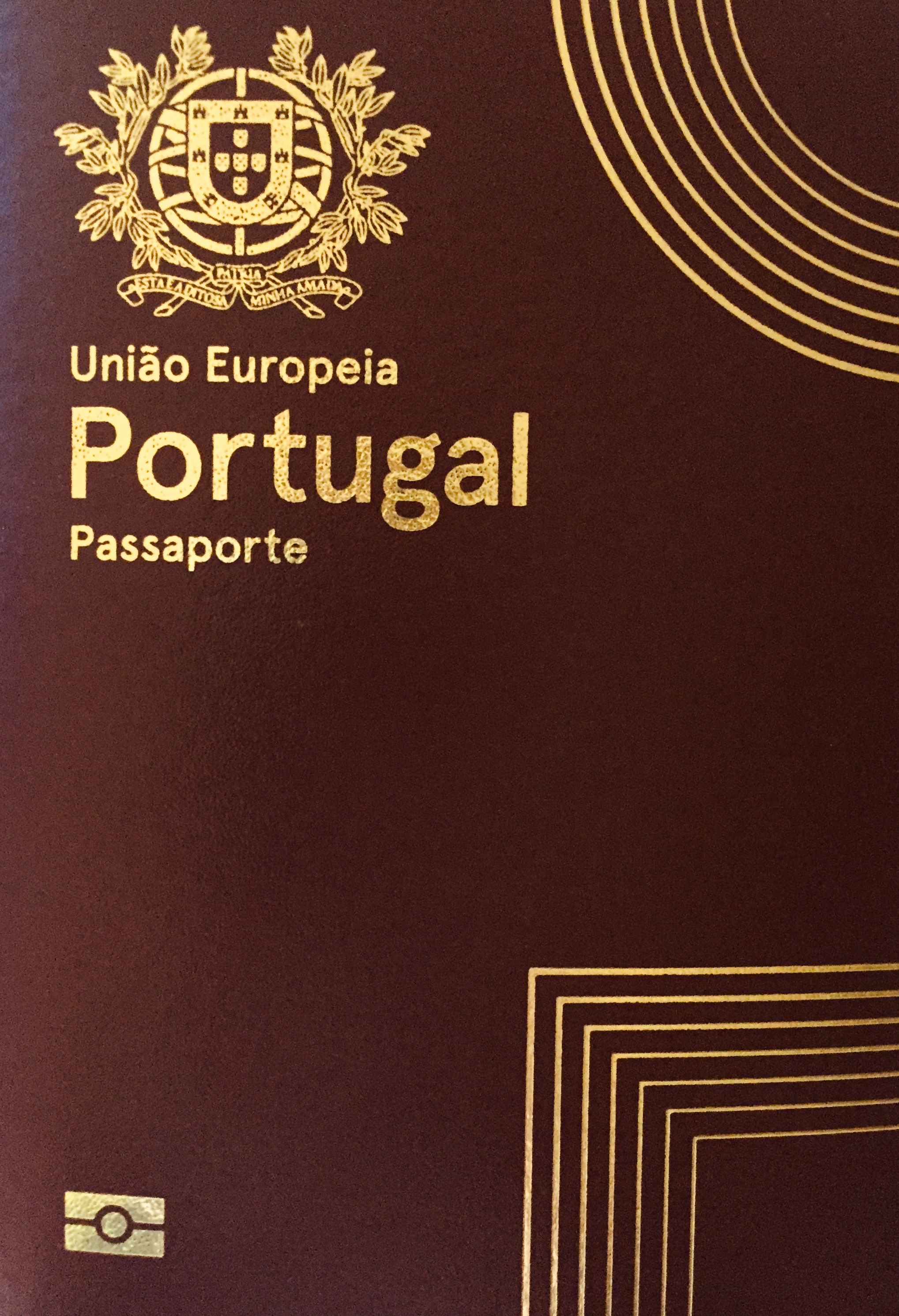
Portugalia
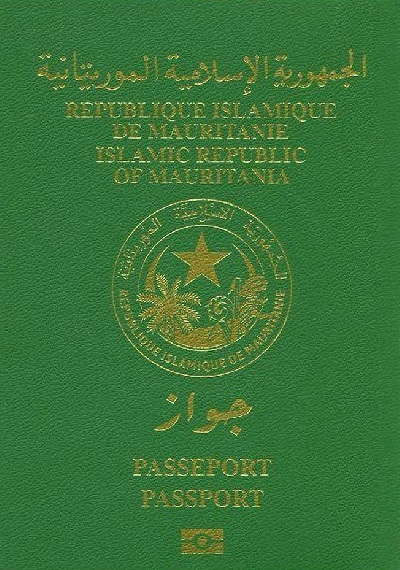
Mauretania
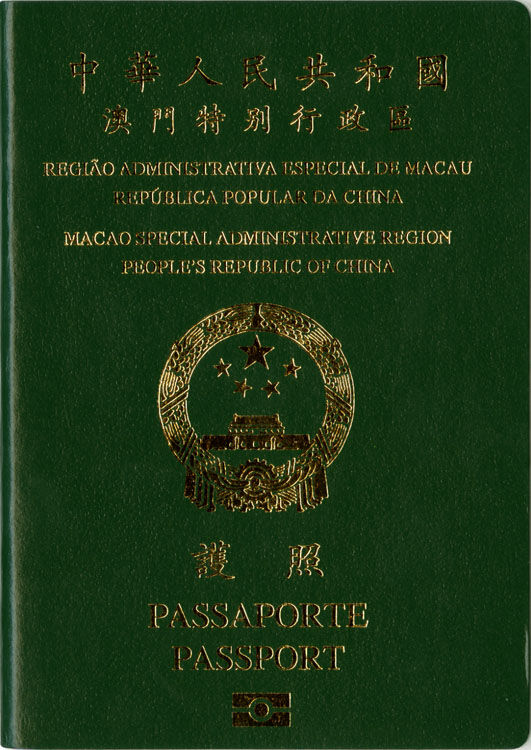
Makau
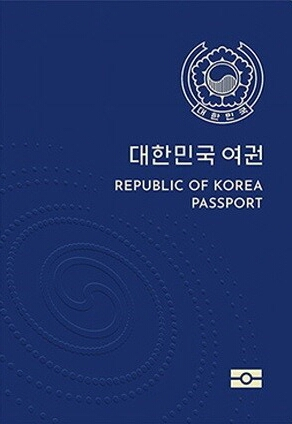
Korea Południowa
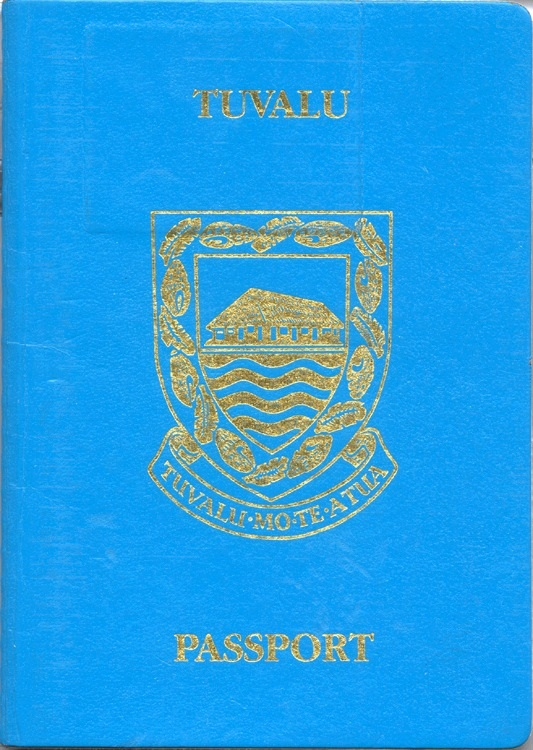
Tuvalu
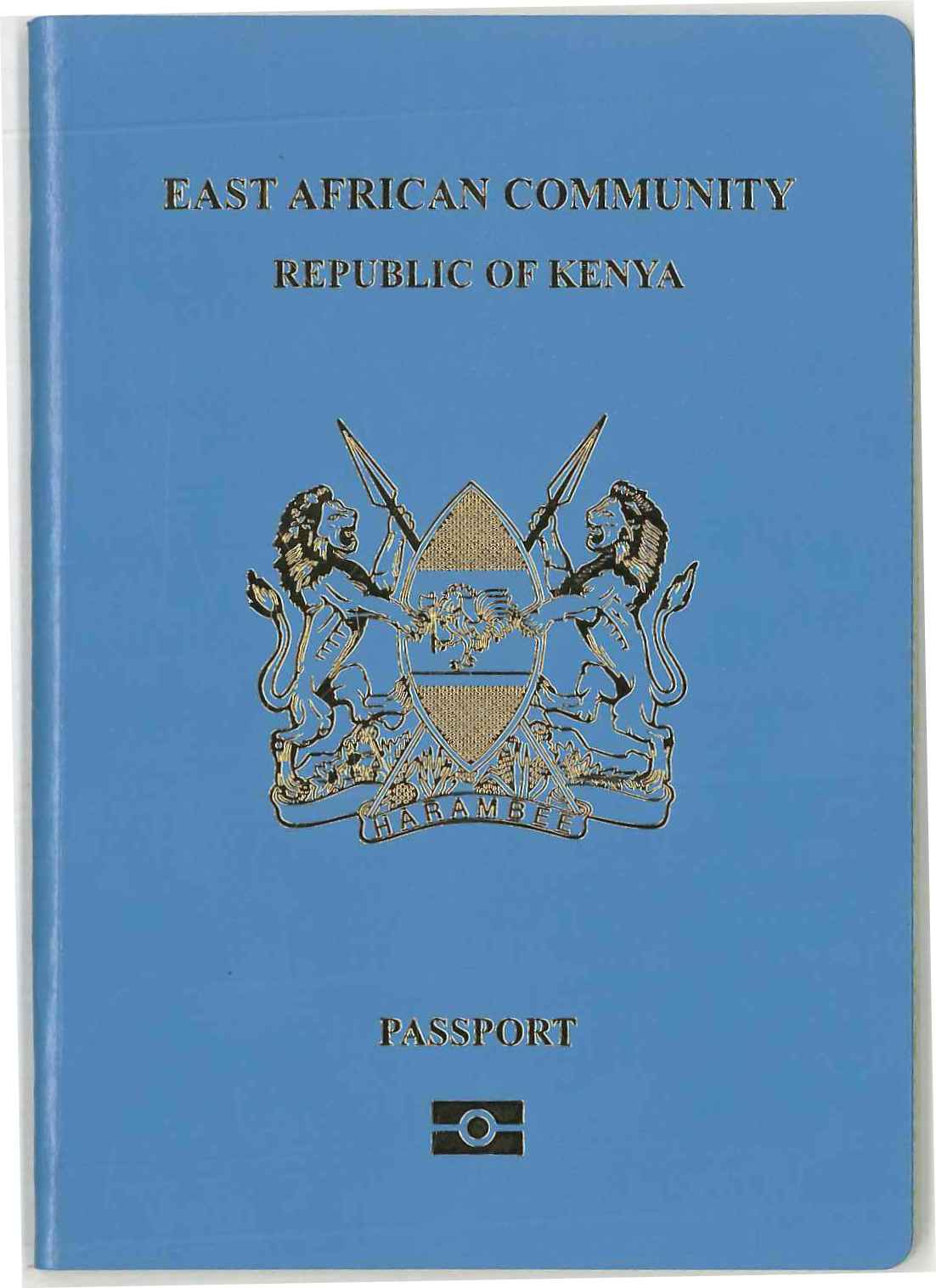
Kenia
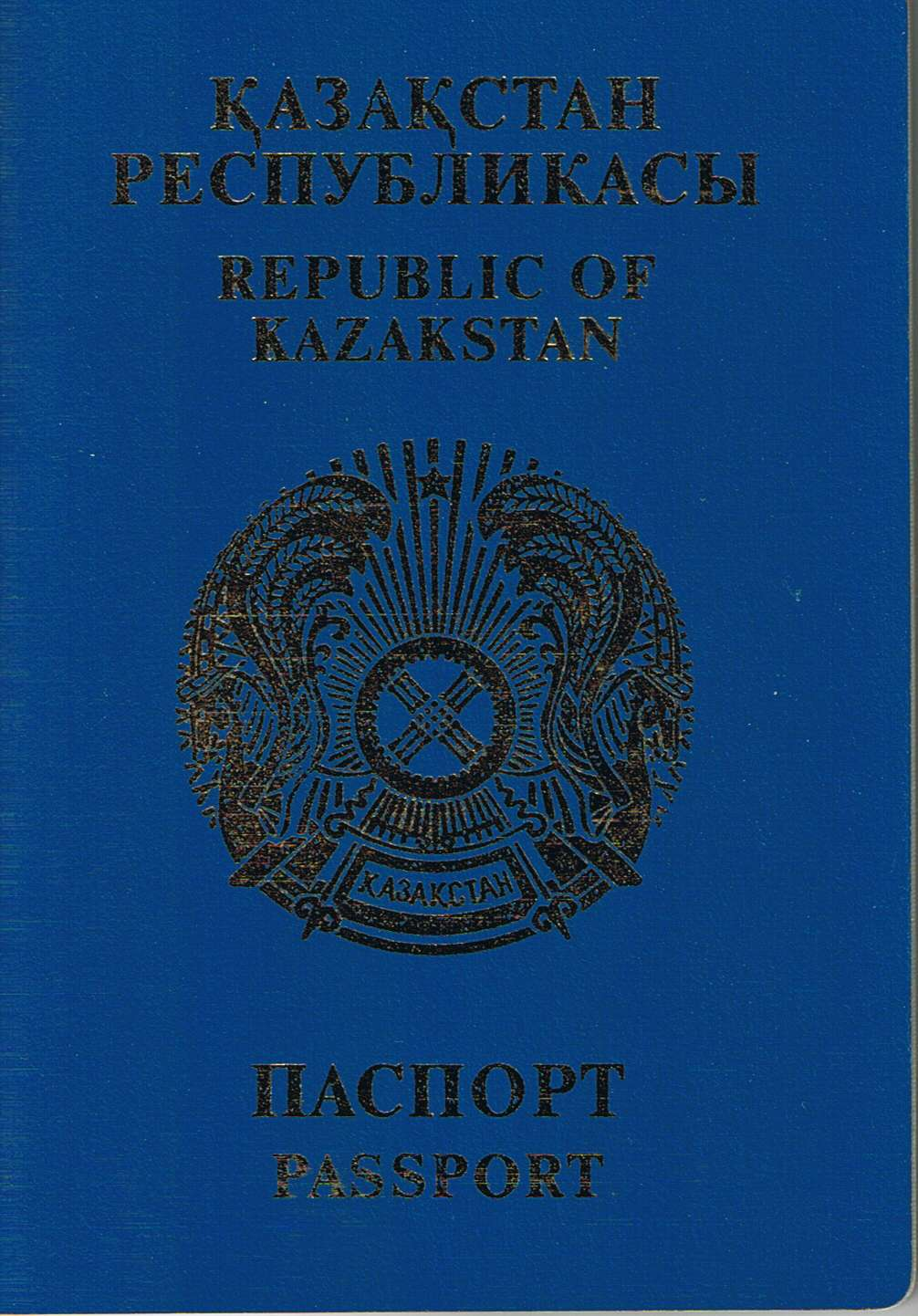
Kazachstan
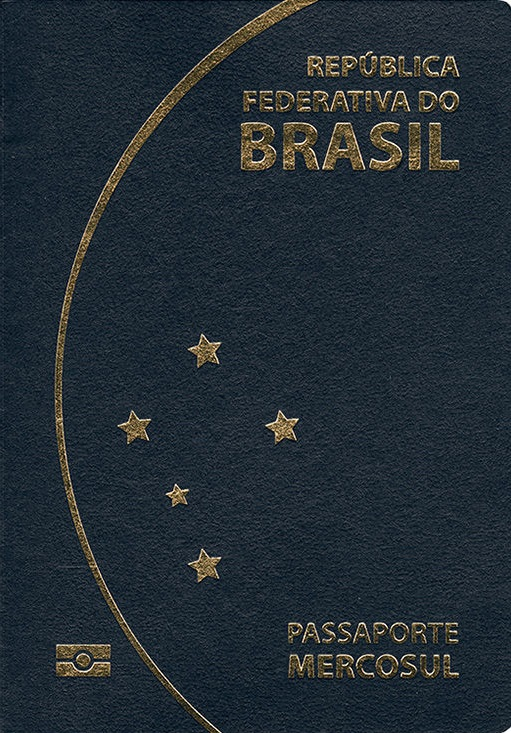
Brazylia